# The Beginning of the End (Lost)
 For alternative betydninger, se The Beginning of the End. (Se også artikler, som begynder med The Beginning of the End)
"The Beginning of the End" er første afsnit af fjerde sæson i den amerikanske tv-serie Lost og hele seriens 70. afsnit. Manuskriptet er forfattet af Damon Lindelof og Carlton Cuse i juli 2007. Afsnittet blev sendt første gang torsdag 31. januar 2008 på American Broadcasting Company, som det første i serien der sendes på en torsdag, og 8. juni 2008 i Danmark på Kanal 5. Det er instrueret af Jack Bender, og blev optaget fra 17. august 2007 til engang tidligt i september, samme år. Det var oprindeligt planlagt at afsnittet skulle premiere ved solnedgang på Honolulu, men begivenheden blev aflyst pga. forfatterstrejken i Hollywood.
Afsnittet markerer første optræden for Daniel Faraday (Jeremy Davies) og Matthew Abbadon (Lance Reddick). Fortællingen fortsætter på 93. dag efter styrtet af Oceanic Flight 815, og er andet afsnit der benytter flashforward i serien. Desmond Hume (Henry Ian Cusick) advarer de overlevende på stranden om Charlie Paces (Dominic Monaghan) sidste besked, "Ikke Penny's båd," og ved flyets cockpit står de overlevende for at blive splittet, netop som de fremmede ankommer til øen.

## Synopsis

### På øen
Desmond Hume (Henry Ian Cusick) fortæller gruppen på stranden om Charlie Paces (Dominic Monaghan) død, inklusiv hans sidste besked: "Not Penny's Boat," og der opstår en diskussion ved risikoen om at kontakte Jack Shephard (Matthew Fox) og hans flok over radioen. Konklusionsvist forlader de stranden med våben og fakler, for at mødes med Jacks gruppe, og overlevere beskeden uden eventuel aflytning af radiofrekvensen.
Det lykkedes den sårede Naomi Dorrit (Marsha Thomason) at kravle ind i junglen, og iscenesætte et falsk spor; Kate Austen (Evangeline Lilly) og Jack diskuterer muligheden, og da de ikke bliver enige tager Kate sagen i egen hånd og stjæler radioen fra Jack, mens de krammer. Jack, Danielle Rousseau (Mira Furlan) og Benjamin Linus (Michael Emerson) går ad et spor der ender blindt, alt imens er Kate gået ad det korrekte spor, hvor hun konfronteres med en kniv for halsen af Naomi. Naomi forlanger radioen udleveret, med hvilken hun kontakter sine kollegaer, kort før hun dør; Inden sin død, når hun at ændre essentielle indstillinger på telefonen, og bekendtgøre sin søskendekærlighed til søsteren.
Hurley falder bagud på turen gennem junglen og separeres fra gruppen. Han finder Jacobs kabine, og da han kigger ind ad et hul ser han en rokkende lænestol, og umiddelbart efter dukker et øje op, kun centimeter fra Hurleys ansigt. Hurley flygter, men finder sig selv foran en tilsvarende kabine. Han falder om i græsset og overraskes af Locke. Locke overtaler Hurley til at lytte til Charlies besked, og dermed skaber han mistillid til de nye mennesker, der vides på vej til øen.
Hurley og Locke genforenes med James "Sawyer" Ford (Josh Holloway), Juliet Burke (Elizabeth Mitchell), Bernard Nadler (Sam Anderson), Jin-Soo Kwon (Daniel Dae Kim), Sayid Jarrah (Naveen Andrews) og Desmond. De andre overlevende kommer til cockpittet, og Hurley fortæller Claire Littleton (Emilie de Ravin) om Charlies tragiske død. Jack slår Locke omkuld, og tager ham på skudhold. Han trykker aftrækkeren på hvad han må erfare er en ikke-ladt pistol. Bagefter, fortæller Locke at de alle er i stor fare, og hvis de vil overleve, så må de følge med ham til The Barracks. Hurley, Claire, Aaron, Danielle, Ben, Alex (Tania Raymonde), Karl (Blake Bashoff) og Sawyer forener sig med Locke. Senere, møder Kate og Jack Daniel Faraday (Jeremy Davies), der netop er ankommet på øen.

### Flashforward
Hurley pågribes af politiet efter hasarderet kørsel; En begivenhed Jack følger på tv. Under anholdelsen råber Hurley at betjentene ikke ved hvad de gør, og at han en af "the Oceanic Six." På stationen afhøres han af Ana Lucia Cortez' (Michelle Rodriguez) tidligere partner ved politiet, der ved samme lejlighed spørger til hendes befindende. Hurley påstår aldrig at have mødt hende. Da betjenten forlader lokalet, lader han Hurley gense overvågningsvideoen, visende at noget skræmmer Hurley i en kiosk, hvorefter han panisk flygter. Hurley kigger i en spejlning og ser en hallucination af en dykker der smadrer vinduet, og rummet der hastigt fyldes med vand. Han får at angstanfald og betjenten modtager positiv feedback på idéen om at han genindlægges på en mental institution.
Tilbage på institutionen får Hurley besøg af en mand i jakkesæt, der påstår at være fra Oceanic Airlines – Matthew Abbadon (Lance Reddick). Han kommer angiveligt for at tilbyde Hurley en opgradering på institutionen; Et tilbud Hurley suspekt afslår. Hans mistænksomhed kun vokser overfor den fremmede, da Abbadon ikke kan fremvise visitkort og i stedet spørger indtil "dem." Hurley bryder ud i panik, men da alle vender sig for at se hvem der skræmte ham, er den fremmede allerede borte.
Senere, mens Hurley maler udendørs, ser han Charlie for sig. De fører en kort samtale, hvori Charlie bekendtgør sin viden om egen død, da han svømmede ned til The Looking Glass. Hurley lukker øjnene, tæller til fem og ser Charlie er forsvundet.
I det sidste flashforward spiller Hurley basketball, da Jack kommer for at besøge ham. De tager begge et par skud, og imens fortæller Jack at han er kommet for at se hvordan Hurley har det, og at han har tænkt sig at gro et skæg. Hurley er imidlertid ikke sikker på at Jack kun er kommet for at tjekke op på ham, men mest af alt for at sikre sig at Hurley ikke "fortæller det." Han undskylder samtidig at han gik med Locke, den regnfulde aften de overlevende stod og skulle vælge side. Hurley tilføjer sine overvejelser om at vende tilbage til øen, men Jack benægter frustreret og stædigt at det nogensinde kan ske.

## Produktion
Under castingen anvendte man falske navne og professioner for at reducere antallet af spoilers. Lance Reddick blev fortalt, at han aflagde audition til rollen som "Arthur Stevens," og ikke Matthew Abbadon. "Matthew" og "Abbadon" blev afsløret som sæson 4-hints in alternate reality gamet Find 815. Forfatterne valgte "Abbadon," efter at have læst en Wikipedia-artikel om ordet, og erfaret at det betyder "et sted med destruktion". Forfatter-producerne havde desuden oprindeligt ønsket Reddick til at spille Mr. Eko i anden sæson. Jeremy Davies blev castet fordi han er en af forfatter-producernes favoritskuespillere, og var desuden oprindeligt planlagt til kun at have en tilbagevendende rolle
Adskillige titler blev foreslået til afsnittet. Den endelig titel, "The Beginning of the End," refererer til Bens replik i "Through the Looking Glass," hvor han advarer Jack med at hans kontakt til folkene på fragtskibet er "begyndelsen på afslutningen." Optagelserne begyndte 17. august 2007 og sluttede omkring 7. september. Garcia følte "en smule pres" fordi han havde hovedrollen i afsnittet, men tilføjer at han også var meget begejstret fordi det var en anderledes sæsonpremiere, som fans med god sandsynlighed ville acceptere. På institutionen ses Hurley male et billede af en inuit i iglo. Dette billede er lavet af Garcia selv. Da afsnittet blev sendt var Christian at finde i Jacobs hytte, men den samme scene blev også filmet hvor Hurley var deri. Ydermere, da forhørsscenen blev filmet var Garcia ikke klar over at Charlie ville svømme igennem ruden i det færdige produkt. Charlies svømmetur blev først optaget flere uger efter de oprindelige optagelser, samtidig med produktionen af "Meet Kevin Johnson" og Lost: Missing Pieces i november 2007. Scenen blev filmet med stuntdoublen Jake Kilfoyle ved Looking Glass-settet.
De fleste Lost-afsnit indeholder "krydsreferencer" og "påskeæg" – elementer der med intention er tillagt som reference til seriens mytologi, og "The Beginning of the End" er ingen undtagelse. Til trods for at være død, optræder Christian nogle sekunder i Jacobs hytte, dog uden dialog. "Big Mike" – Ana Lucias tidligere makker – optræder i hendes centriske afsnit, "Collision," og i Hurleys flashforward. Randy Nations – tidligere arbejdsgiver for Locke og Hurley – filmer i et par sekunder Hurleys arrestation. Da Hurley hallucinerer at Charlie har "de har brug for dig" skrevet på sin hånd, er det nøjagtig hvad Charlie siger gennem dialog, senere i afsnittet

## Modtagelse
Robert Bianco fra USA Today skriver at serien "vender tilbage med [et] hjertestoppende, perfekt sammensat afsnit ... Lost er en oase i en strejkeramt TV-ørken." Adam Buckman fra New York Post giver afsnittet fire stjerner. Maureen Ryan fra Chicago Tribune nød ethvert øjeblik, og bemærkede at der ikke er nogen fejl. Diane Werts fra Newsday kalder afsnittet "superb" og "sindssygt underholdende," og konkluderer afslutningsvist at Lost synes at have fundet sig selv. Tim Goodman fra San Francisco Chronicle kalder både "The Beginning of the End" og "Confirmed Dead" for "rutscheture med hurtig action og afsløringer, som er godt at se. Matthew Gilbert fra The Boston Globe pointerer at "Lost stadig kan få pulsen til at stige og hjernen til at kilde ... og forbliver en af de mest gribende tv-serier". Alan Sepinwall fra The Star-Ledger var usikker på "om Lost nogensinde vil give svar på sine mange, mange mysterier … men når det er så skræmmende, underholdende, medrivende spændende som disse to episoder, så er [han] okay med dét". I mindre positive anmeldelser, kalder Rodney Ho fra The Atlanta Journal-Constitution afsnittet for "en tilfredsstillende tilbagevenden med en udmærket fordeling af drama og "pathos" ... [der] giver nok afsløringer til at holde fansene sultne efter mere", og David Hinckley fra Daily News giver afsnittet tre ud af fire mulige stjerner.
Brian Lowry fra Variety siger at "Lost glider ned som en velkomstdrink, mens scripted tv går i sort," og tilføjer at afsnittet er gavmild med gode scener omhandlende de mere oversete roller. Mark Medley fra National Post kalder afsnittet "en brillant sæsonpremiere" med adskillige "kæbe-tabende elementer". Jeff Jensen fra Entertainment Weekly føler at premieren var "mindblowing" og rummede godt arbejde af Jorge Garcia. Kristin Dos Santos fra E! kalder det "så godt skrevet, produceret, spillet og instrueret at det føles som en film". Shawna Malcolm fra TV Guide beskriver de første fire afsnit som værd at vente på og følelsesmæssigt tilfredsstillende. Bruce Fretts fra TV Guide svarede positivt på Reddicks optræden. Chris Carabott fra IGN giver afsnittet 9.1/10, og forklarer at det er "en god start på hvad lover at blive en spændende sæson 4,". LTG fra Television Without Pity gav det karakteren "A–" mens Jon Lachonis fra UGO giver karakten A+. Oscar Dahl fra BuddyTV skriver at "afsnittet er mere eller mindre et mesterværk".

## Fodnoter
1. ↑  Littleton, Cynthia, (12. oktober 2007) "Lost: The Weight of the Wait", Variety. Modtaget den 13. oktober 2007.
2. ↑  McGee, Ryan, (21. januar 2008) "Just Another Manic Monday Arkiveret 20. februar 2008 hos  Wayback Machine", Zap2it. Modtaget den 17. februar 2008.
3. ↑  Jensen, Jeff "Doc", (21. februar 2008) "Lost: Mind-Blowing Scoop From Its Producers Arkiveret 29. november 2014 hos  Wayback Machine", Entertainment Weekly. Modtaget den 21. februar 2008.
4. ↑  Jensen, Jeff, (29. august 2007) "Lost: Five Fresh Faces Arkiveret 14. oktober 2009 hos  Wayback Machine", Entertainment Weekly. Modtaget den 30. august 2007.
5. ↑  Jensen, Jeff, (29. august 2007) "Lost Producers on Their Five New Actors Arkiveret 4. maj 2012 hos  Wayback Machine", Entertainment Weekly. Modtaget den 30. august 2007.
6. ↑  ABC Medianet, (18. januar 2008) "Four Strangers Arrive on the Island, Leading the Survivors to Question the Intentions of Their Supposed Rescuers Arkiveret 20. maj 2008 hos  Wayback Machine". Modtaget den 17. februar 2008.
7. ↑  Lindelof, Damon (forfatter) & Cuse, Carlton (forfatter) & Bender, Jack (instruktør).
8. ↑  Garcia, Jorge, (14. august 2007) "Working Friday", Dispatches from the Island. Modtaget den 18. august 2007.
9. ↑  Perez, Mario, (7. september 2007) "Terry O'Quinn, Jorge Garcia, Josh Holloway, Naveen Andrews, Henry Ian Cusick and Sam Anderson in 'The Beginning of the End' Arkiveret 7. januar 2009 hos  Wayback Machine", ABC Medianet. Modtaget den 21. december 2007.
10. ↑  Jensen, Jeff "Doc", (6. februar 2008) "Hugs for Hurley Arkiveret 18. oktober 2012 hos  Wayback Machine", Entertainment Weekly. Modtaget den 17. februar 2008.
11. ↑  Garcia, Jorge, (2. februar 2008) "Eskimo Drawing Arkiveret 28. august 2021 hos  Wayback Machine", The Fuselage. Modtaget den 9. februar 2008.
12. ↑  Dos Santos, Kristin, (1. februar 2008) "Who Was in the Chair? What's Next? Lost's Jorge Garcia Spills Some Secrets", E!. Modtaget den 1. februar 2008.
13. ↑  Higgins, Jean, (1. februar 2008) "Official Lost Video Podcast Arkiveret 11. juli 2008 hos  Wayback Machine", ABC. Modtaget den 2. februar 2008.
14. ↑  Veitch, Kristin, (18. november 2005) "Easter Egg or Fake Egg?", E!. Modtaget den 16. februar 2008.
15. ↑  Kubicek, John, (1. februar 2008) "Lost Easter Eggs: Episode 4.1 'The Beginning of the End'", BuddyTV. Modtaget den 16. februar 2008.
16. ↑  Kubicek, John, (1. februar 2008) "Lost Easter Eggs: Episode 4.1 'The Beginning of the End' – #2 Jacob's Cabin", BuddyTV. Modtaget den 16. februar 2008.
17. ↑  Kubicek, John, (1. februar 2008) "Lost Easter Eggs: Episode 4.1 'The Beginning of the End' – #3 Randy Nations", BuddyTV. Modtaget den 16. februar 2008.
18. ↑  ABC, (1. februar 2008) "'The Beginning of the End': Season 4, Episode 401 Recap Arkiveret 11. august 2009 hos  Wayback Machine". Modtaget den 17. februar 2008.
19. ↑  Bianco, Robert, (30. januar 2008) "Lost Rescues a TV Season That's Adrift", USA Today. 2. februar 2008.
20. ↑  Buckman, Adam, (31. januar 2008) "Island Fever: Thank God, At Least Lost is Back Arkiveret 5. marts 2008 hos  Wayback Machine", New York Post. Modtaget den 2. februar 2008.
21. ↑  Ryan, Maureen, (29. januar 2008) "Lost's Fab Start to Season 4, and a Chat with Co-Creator Damon Lindelof Arkiveret 31. januar 2008 hos  Wayback Machine", Chicago Tribune. Modtaget den 30. januar 2008.
22. ↑  Werts, Diane, (30. januar 2008) "Review: Lost Finds Itself Again in New Season", Newsday. Modtaget den 12. februar 2008.
23. ↑  Goodman, Tim, (30. januar 2008) "Want to Get Lost? There's Still Time as Season Starts", San Francisco Chronicle. Modtaget den 2. februar 2008.
24. ↑  Gilbert, Matthew, (31. januar 2008) "Lost Finds New Ways to Intrigue", The Boston Globe. Modtaget den 17. februar 2008.
25. ↑  Sepinwall, Alan, (31. januar 2008) "Lost Season 4 Review", The Star-Ledger. Modtaget den 12. februar 2008.
26. ↑  Ho, Rodney, (31. januar 2008) "Lost is Back! Arkiveret 2. februar 2008 hos  Wayback Machine", The Atlanta Journal-Constitution. Modtaget den 15. februar 2008.
27. ↑  Hinckley, David, (30. januar 2008) "Lost Still Heading in the Right Direction Arkiveret 30. marts 2008 hos  Wayback Machine", Daily News. Modtaget den 17. februar 2008.
28. ↑  Lowry, Brian, (29. januar 2008) "Lost Review", Variety. Modtaget den 17. februar 2008.
29. ↑  Medley, Mark, (1. februar 2008) "The Oceanic Six: Lost Season 4, Episode 1 Recap (Webside ikke længere tilgængelig)", National Post. Modtaget den 17. februar 2008.
30. ↑  Jensen, Jeff "Doc", (1. februar 2008) "Lost: Back and Forth Arkiveret 17. maj 2013 hos  Wayback Machine", Entertainment Weekly. Modtaget den 17. februar 2008.
31. ↑  Dos Santos, Kristin & Godwin, Jennifer, (31. januar 2008) "Lost Redux: Oh My God, I Love This Show So Much", E!. Modtaget den 1. februar 2008.
32. ↑  Malcolm, Shawna, (22. januar 2008) "Back to the Future", TV Guide. Modtaget den 22. januar 2008.
33. ↑  Fretts, Bruce, (1. februar 2008) "Cheers: Lost Finds Lance Reddick Arkiveret 16. maj 2008 hos  Wayback Machine", TV Guide. Modtaget den 17. februar 2008.
34. ↑  Carabott, Chris, (30. januar 2008) "Lost: 'The Beginning of the End' Advance Review", IGN. Modtaget den 1. februar 2008.
35. ↑  LTG, (5. februar 2008) "Can't Keep a Dead Hobbit Down", Television Without Pity. Modtaget den 25. februar 2008.
36. ↑  Lachonis, Jon "DocArzt", Lost Season 4 Premiere: 'Beginning of the End' Reviewed Arkiveret 2. februar 2009 hos  Wayback Machine", UGO. Modtaget den 22. januar 2008.
37. ↑  Dahl, Oscar, (1. februar 2008) "Lost: The Oceanic Six", BuddyTV. Modtaget den 1. februar 2008.